# Gloster (Mississipi)
Gloster és una població dels Estats Units a l'estat de Mississipi. Segons el cens del 2000 tenia 1.073 habitants.

## Demografia
Segons el cens del 2000, Gloster tenia 324 habitants, 223 habitatges, i 114 famílies. La densitat de població era de 227,6 habitants per km².
Dels 223 habitatges en un 35,8% hi vivien nens de menys de 18 anys, en un 36,7% hi vivien parelles casades, en un 29,4% dones solteres, i en un 29,1% no eren unitats familiars. En el 26,8% dels habitatges hi vivien persones soles el 14,9% de les quals corresponia a persones de 65 anys o més que vivien soles. El nombre mitjà de persones vivint en cada habitatge era de 2,54 i el nombre mitjà de persones que vivien en cada família era de 3,05.
Per edats la població es repartia de la següent manera: un 30,4% tenia menys de 18 anys, un 10,1% entre 18 i 24, un 24,6% entre 25 i 44, un 21,1% de 45 a 60 i un 13,9% 65 anys o més.
L'edat mediana era de 33 anys. Per cada 100 dones de 18 o més anys hi havia 74,1 homes.
La renda mediana per habitatge era de 19.922 $ i la renda mediana per família de 23.750 $. Els homes tenien una renda mediana de 25.833 $ mentre que les dones 17.222 $. La renda per capita de la població era de 10.536 $. Entorn del 35% de les famílies i el 39,8% de la població estaven per davall del llindar de pobresa.

## Poblacions més properes
El següent diagrama mostra les poblacions més properes.